# Eugenia Zeylandowa
Eugenia Jadwiga Zeylandowa (ur. 25 lutego 1899 w Krakowie, zm. 5 stycznia 1953 w Istebnej) – polska lekarka, mikrobiolożka, znawczyni zagadnień gruźlicy.

## Życiorys
Była córką Eugeniusza Piaseckiego oraz Gizeli z Szelińskich. Najpierw uczyła się we Lwowie, a następnie w Zakopanem, gdzie w 1917 zdała maturę i jeszcze tego samego roku podjęła studia medyczne na Uniwersytecie Jagiellońskim. Od 1919 do 1921 studiowała chemię na Uniwersytecie Poznańskim, a od 1922 kontynuowała na tej uczelni również studia medyczne. Tytuł doktora wszechnauk lekarskich uzyskała w 1924. Od 1925 podjęła pracę naukową w Zakładzie Mikrobiologii Lekarskiej poznańskiego Uniwersytetu. Odbyła podróże naukowe do Wielkiej Brytanii, Holandii i Niemiec, zwiedzając tamtejsze pracownie mikrobiologiczne. W 1930 uhonorowana został przez paryskie środowisko medyczne Nagrodą im. Pannetiera. W 1931 otrzymała srebrny medal Uniwersytetu Poznańskiego. Habilitowała się w 1937 na Wydziale Lekarskim Uniwersytetu Warszawskiego w zakresie mikrobiologii lekarskiej. 
Po napaści Niemiec na Polskę została wysiedlona i poprzez obóz przesiedleńczy na Głównej dostała się do Warszawy. Pracowała tam w Centralnym Laboratorium Gruźliczym Szpitala Wolskiego. Wykładała również na podziemnym Uniwersytecie Ziem Zachodnich. W 1945 przeniosła się do Istebnej, ponieważ jej stan zdrowia wymagał czystego powietrza. Prawie do śmierci pracowała, publikowała prace swoje i męża, a także była zatrudniona w lokalnym laboratorium bakteriologicznym. Zmarła w Istebnej, jednak pochowano ją na cmentarzu Jeżyckim w Poznaniu, w rodzinnym grobowcu.
Specjalizowała się w bakteriologii gruźlicy, badała prątki Mycobacterium bovis i jest uważana za najwybitniejszego znawcę zagadnień bakteriologii gruźlicy w Polsce lat międzywojennych. Wraz z mężem, Januszem Zeylandem, była pionierką szczepień BCG w Polsce. 
Do osiągnięć małżeństwa należało udowodnienie, że prątki BCG przenikają przez ściany przewodu pokarmowego oraz wykazanie (po raz pierwszy na świecie), że żywotność prątków BCG zależy od jakości podłoża, na którym wzrastały. Wyniki tych badań opublikowała w około pięćdziesięciu artykułach w polskich i zagranicznych czasopismach naukowych, w tym w monografii Prątek gruźlicy z 1948. Rozprawa Zeylandów na temat przenikania prątków BCG przez ściany przewodu pokarmowego była podstawą ułożenia przez Komitet Higieny Ligi Narodów międzynarodowego programu badawczego w 1928.
8 grudnia 1967, pośmiertnie, wybrano ją członkiem honorowym Polskiego Towarzystwa Ftyzjopneumologicznego.

## Rodzina
W 1926 wyszła w Poznaniu za mąż za lekarza, Janusza Zeylanda (1897–1944). 

## Upamiętnienie
Imię jej i męża nosi Wielkopolskie Centrum Pulmonologii i Torakochirurgii w Poznaniu.